# Bruno Cortês
Bruno Cortês Barbosa (Rio de Janeiro, 11 marzo 1987) è un ex calciatore brasiliano, di ruolo difensore.

## Carriera

### Club
Ha iniziato a giocare a calcio come attaccante nel 2006 nell'Arturzinho per poi trasferirsi nel 2007 al Paysandu, in prestito. Nel 2007 ha iniziato la sua carriera da calciatore professionista in Qatar, militando per l'Al-Shahaniya, per poi trasferirsi prima a Castelo nel gennaio del 2008 e, dopo solo una stagione, al Quissamã Club, squadra brasiliana di Quissamã.
Nel 2011 si è trasferito al Nova Iguaçu e dopo sei mesi, esattamente il 25 settembre 2011, è stato acquistato con la formula del prestito con diritto di riscatto dal Botafogo, dopo aver firmato un contratto quadriennale. Il 22 dicembre 2011 si trasferisce in compartecipazione al San Paolo.
Nel luglio 2013 si trasferisce al Benfica con la formula del prestito annuale con diritto di riscatto.
Non rientrando nei piani del tecnico Jorge Jesus a gennaio fa ritorno al São Paulo, che lo gira a sua volta in prestito al Criciúma fino al termine della stagione.
Il 20 gennaio 2015 si trasferisce alla squadra giapponese dell'Albirex Niigata, con la formula del prestito biennale.

### Nazionale
Nel 2011, precisamente il 14 settembre, ha partecipato alla prima edizione del Superclásico de las Américas con la nazionale maggiore contro l'Argentina nell'Estadio Mario Alberto Kempes di Córdoba all'andata e la partita di ritorno si svolse il 28 settembre 2011, nell'Estádio Olímpico do Pará in Brasile, vinta dalla nazionale verdeoro per 2 a 0.

## Statistiche

### Cronologia presenze e reti in nazionale
| Cronologia completa delle presenze e delle reti in nazionale ― Brasile | Cronologia completa delle presenze e delle reti in nazionale ― Brasile | Cronologia completa delle presenze e delle reti in nazionale ― Brasile | Cronologia completa delle presenze e delle reti in nazionale ― Brasile | Cronologia completa delle presenze e delle reti in nazionale ― Brasile | Cronologia completa delle presenze e delle reti in nazionale ― Brasile | Cronologia completa delle presenze e delle reti in nazionale ― Brasile | Cronologia completa delle presenze e delle reti in nazionale ― Brasile |
| Data                                                                   | Città                                                                  | In casa                                                                | Risultato                                                              | Ospiti                                                                 | Competizione                                                           | Reti                                                                   | Note                                                                   |
| ---------------------------------------------------------------------- | ---------------------------------------------------------------------- | ---------------------------------------------------------------------- | ---------------------------------------------------------------------- | ---------------------------------------------------------------------- | ---------------------------------------------------------------------- | ---------------------------------------------------------------------- | ---------------------------------------------------------------------- |
| 28-9-2011                                                              | Belém                                                                  | Brasile                                                                | 2 – 0                                                                  | Argentina                                                              | Superclásico de las Américas 2011                                      | -                                                                      |                                                                        |
| Totale                                                                 |                                                                        | Presenze                                                               | 1                                                                      |                                                                        | Reti                                                                   | 0                                                                      |                                                                        |

## Palmarès

### Club
- Coppa Sudamericana: 1

San Paolo: 2012
- Coppa Libertadores: 1

Grêmio: 2017

### Individuale
- Miglior calciatore in rosa del Campeonato Brasileiro Série A: 1

2011